# Vankleek Hill
Vankleek Hill est une localité dans le canton de Champlain au sud de Hawkesbury sur la route 34 dans l'Est de l'Ontario. Sa population d'environ 2 000 habitants se répartit à peu près également entre les communautés anglophone et francophone.

## Géographie
Depuis 1998, Vankleek Hill est l'une des quatre localités qui forment la municipalité de canton de Champlain. Cette municipalité inclut aussi le village de L'Orignal, ainsi que les villages de Longueuil et de West Hawkesbury. Ces quatre communautés étaient autrefois reliées par des liens familiaux et sociaux.

## Urbanisme
Vankleek Hill est une communauté agricole. On y retrouve la tour Higginson, premier observatoire astronomique de l'Est de l'Ontario.

## Histoire
La localité est nommée en l'honneur de Simeon Vankleek, un Loyaliste qui s'établit ici vers la fin du XVIIIe siècle.

## Démographie
La population de Vankleek Hill, de 1 996 habitants, compte 42 % de francophones. L'influence des Franco-Ontariens est majoritaire depuis 1820 pour le comté de Prescott.
| 2011  | 2016  |
| ----- | ----- |
| 1 789 | 1 742 |

## Culture
Les principaux bâtiments et lieux historiques de Vankleek Hill incluent l'église unie de la Trinité, l'église presbytérienne Knox, l'église catholique Saint-Grégoire-de-Nazianze, la caserne de pompiers Bruce-Barton, la bibliothèque publique de Champlain, le musée de Vankleek Hill, la galerie Arbor, la tour Higginson, la maison McIntyre, le gite Stone House et le gite Cranberry House. Les médias locaux sont la radio communautaire anglaise Vankleek FM 88,7, et le journal local anglophone The Review, publié depuis 1893. Le pianiste Didier Chasteau est de Vankleek Hill. La galerie Arbor présente des œuvres d'artistes en arts visuels de différentes origines. L'artiste sculptrice Eva Hoedeman et l'artiste Susan Jephcott sont de Vankleek Hill.

## Société
Il y a quatre écoles principales à Vankleek Hill.
- École élémentaire catholique Saint-Grégoire, école française.
- Pleasant Corners Public School(PCPS), école anglaise
- St.Jude Catholic School, école moitié française et moitié anglaise.
- Vankleek-Hill College Institute (VCI), école secondaire anglaise

Le Horse and Buggy Parade, un défilé de voitures à chevaux a lieu tous les étés en juillet depuis 1997. Quelque 60 % des participants proviennent du Québec. Le nom de l'équipe de hockey est les « Cougars de Vankleek Hill ». Le festival des saveurs de Vankleek Hill, tenu en septembre, attire environ 6 500 visiteurs en 2013.